# Xucun, Anhui
Xucun (kinesiska: 许村) är en köping i östra Kina. Den ligger i She härad i staden Huangshan i provinsen Anhui, omkring 230 kilometer sydost om provinshuvudstaden Hefei. Antalet invånare är 8 052. Befolkningen består av 3 945 kvinnor och 4 107 män. Barn under 15 år utgör 14,0 %, vuxna 15-64 år 74 %, och äldre över 65 år 11,0 %.